# Carles Miralles
Carles Miralles Solà (Barcelona, 25 de mayo de 1944-Barcelona, 29 de enero de 2015) fue un poeta, helenista y crítico literario español.

## Biografía
Nació en Barcelona en 1944, estudió filología clásica. Fue catedrático de filología griega en la Universidad de Barcelona y vicerrector entre 1981 y 1986.
En 1965 publicó su primera obra poética, La terra humida, ganadora del Premio Amadeu Oller. Entre su poesía, destacan títulos como Camí dels arbres i de tu (1981), La mà de l'arquer (1991), La ciutat dels plàtans (1995) y No me n'he anat (2008). En 1992 recibió el Premio Nacional de Literatura Catalana, en el ámbito de la poesía, por La mà de l'arquer. En 2002 publicó su antología poética en el volumen D'aspra dolcesa. Poesia 1963-2001.
Fue miembro numerario del Instituto de Estudios Catalanes desde 1991, habiendo sido el primer presidente de la Sociedad Catalana de Estudios Clásicos, presidente de la Comisión lexicográfica y secretario general del Instituto entre 1998 y 2002. Miembro de la Asociación de Escritores en Lengua Catalana, fue director de la revista Ítaca y uno de los editores del Diccionario de la lengua catalana del Instituto de Estudios Catalanes en 2007. Fue miembro de la junta de gobierno de la Institución de las Letras Catalanas. También colaboró con El Punt Avui, El Pont, Serra d'Or, Els Marges, Faventia, Reduccions, Nous Horitzons, Quimera y Arbor.
También destacó como crítico literario con ensayos sobre Carles Riba, Josep Vicenç Foix o Salvador Espriu, así como Homero y Sófocles. Estuvo al cuidado de la introducción y la edición de las tragedias de Eurípides y Sófocles, traducidas por Carles Riba para Curial, y participó en la redacción de la Història de la literatura catalana de la editorial Ariel. También tradujo obras de Herodas, Jenofonte de Éfeso, Giorgos Seferis y Platón.
En septiembre de 2014 Miralles fue homenajeado por la Universidad de Barcelona con la presentación de los dos volúmenes Som per mirar, coincidiendo con su jubilación.
Falleció en Barcelona el 29 de enero de 2015, a los 70 años.
El fondo personal de Carles Miralles se conserva en la Biblioteca de Catalunya

## Obra

### Poesía
- 1965 La terra humida. Barcelona, Premio Amadeu Oller.
- 1967 On m'he fet home.
- 1981 Camí dels arbres i de tu. Per fi la tortuga (recopilación de poesía y prosa). Barcelona, Proa.
- 1991 La mà de l'arquer (Premio Nacional de Poesía 1992). Barcelona, Columna.
- 1995 La ciutat dels plàtans. Barcelona, Quaderns Crema.
- 2002 D'aspra dolcesa. Poesia 1963-2001 (recopilación de su poesía). Barcelona, Proa.
- 2008 No me n'he anat. Barcelona, Edicions 62.

### Traducciones
- Herodas: Mimiambos.
- Jenofonte de Éfeso: Efesíaques.
- Giorgos Seferis: Mithistórima.
- Platón: Protágoras.
- Sófocles: Áyax, Antígona, Edipo rey (Biblioteca Básica Salvat). Barcelona, 1969. Editorial Salvat.

### Narrativa
- 1998 Escrit a la finestra.

### Estudios literarios
- 1969 La novela en la antigüedad clásica.
- 1968 Tragedia y Política en Esquilo.
- 1972 Clàssics i no entre Modernisme i Noucentisme.
- 1979 Lectura de les "Elegies de Bierville" de Carles Riba.
- 1982 El Helenismo: épocas helenística y romana de la cultura griega
- 1986 Eulàlia. Estudis i notes de literatura catalana.
- 1992 Come leggere Omero.
- 1990 The Poetry of Hipponax.
- 1993 Ridere in Omero.
- 1997 Mitologia grega (con P. Gómez).
- 1997 La llengua i l'alfabet dels grecs (con P. Gómez)
- 1993 Sobre Foix (premio Crítica Serra d'Or).
- 2005 Homer.
- 2007 Sobre Riba.
- 2008 Sota el signe del fènix. Durar pel foc i sempre renéixer (recopilación de artículos publicados en el suplemento cultural del diario Avui).
- 2009 La luce del dolore. Aspetti della poesia di Sofocle.
- 2013 Sobre Espriu.

### Ediciones críticas
- 1993 Antígona, de Salvador Espriu.
- 1996 Les roques, el mar i el blau, de Salvador Espriu (con C. Jori).

## Premios y reconocimientos
- 1965 Premio Amadeu Oller de poesía, por La terra humida.
- 1967 Premio Salvat Papasseit de Poesía.
- 1980 Premio Josep Carner del IEC, por Lectura de les Elegies de Bierville de Carles Riba.
- 1992 Premio Nacional de Poesía, por La mà de l'arquer.
- 1994 Premio Crítica Serra d'Or de Literatura y Ensayo, por Sobre Foix.